# Katedrála ve Strängnäsu
Katedrála ve Strängänsu je gotický cihlový kostel a královská nekropole u jezera v městečku Strängnäs v kraji Södermanland v jižním Švédsku. Je katedrálním chrámem Strängnäské diecéze Švédské církve. 

## Historie
Dřevěný kostelík Vikingů stál na tomto místě již ve 12. století. Cihlovou chrámovou stavbu založili v 50. letech 13. století dominikáni na památku anglosaského misionáře svatého Eskila. První katedrálu vysvětil biskup Anund Jonsson roku 1291. Současná stavba je cihlové síňové trojlodí zaklenuté křížovými klenbami s hranolovou věží v západním průčelí a pochází z 1. poloviny 15. století, byla přestavěna po požáru ve 2. polovině 15. století a během následujících století postupně upravována až do roku 1971, kdy byly rekonstruovány varhany. 
Z 15. století doby pocházejí gotické nástěnné malby a chórová lavice s šablonovou malbou. Zbytky původního vchodu se dochovaly ve stěně mezi lodí a věží. Na hlavním oltáři je pozdně gotický retábl s Kristovými pašijemi, bruselská dřevořezba z let 1480–1490. Umělecké vybavení interiéru patří k nejvýznamnějším ve Švédsku.
Král Karel IX. si vybral katedrálu za královskou nekropoli. V následujících letech a stoletích zde byli pohřbíváni také členové významných švédských aristokratických rodin.

## Hrobky členů královského rodu
- Král Karel IX. (†1611) a jeho druhá manželka Kristina Holštýnsko-Gottorpská (†1625)
- Polní maršál Karl Karlsson Gyllenhielm (1554–1650), levoboček krále Karla IX., a jeho žena Kristina Ribbing († 1656)
- Vévoda Jan Kazimír Falcko-Zweibrückenský (†1651) a jeho manželka, princezna Kateřina Vasa († 1638)
- Princezna Alžběta Isabela (1564–1566), prvorozená dcera krále Jana III. a královny Kateřiny Jagellonské – sarkofág se sochou děvčátka z bílého mramoru vytesal Willem Boy (1570).

## Klenotnice
Obsahuje liturgické předměty (preciosa a paramenta) a pohřební korunovační klenoty krále Karla IX. z roku 1611. Koruna a jablko, oceněné na 6 milionů EUR, byly uloupeny v červenci roku 2018 a v únoru 2019 nalezeny ve Stockholmu v popelnici.

## Knihovna
Knihovnu v roce 1316 založili biskupové Kort Rogge a Johannes Matthiae. Významný soubor knih do ní předala královna Kristina z  válečné kořisti, získané za třicetileté války švédským vojskem v Praze, Olomouci a Mikulově.

## Galerie

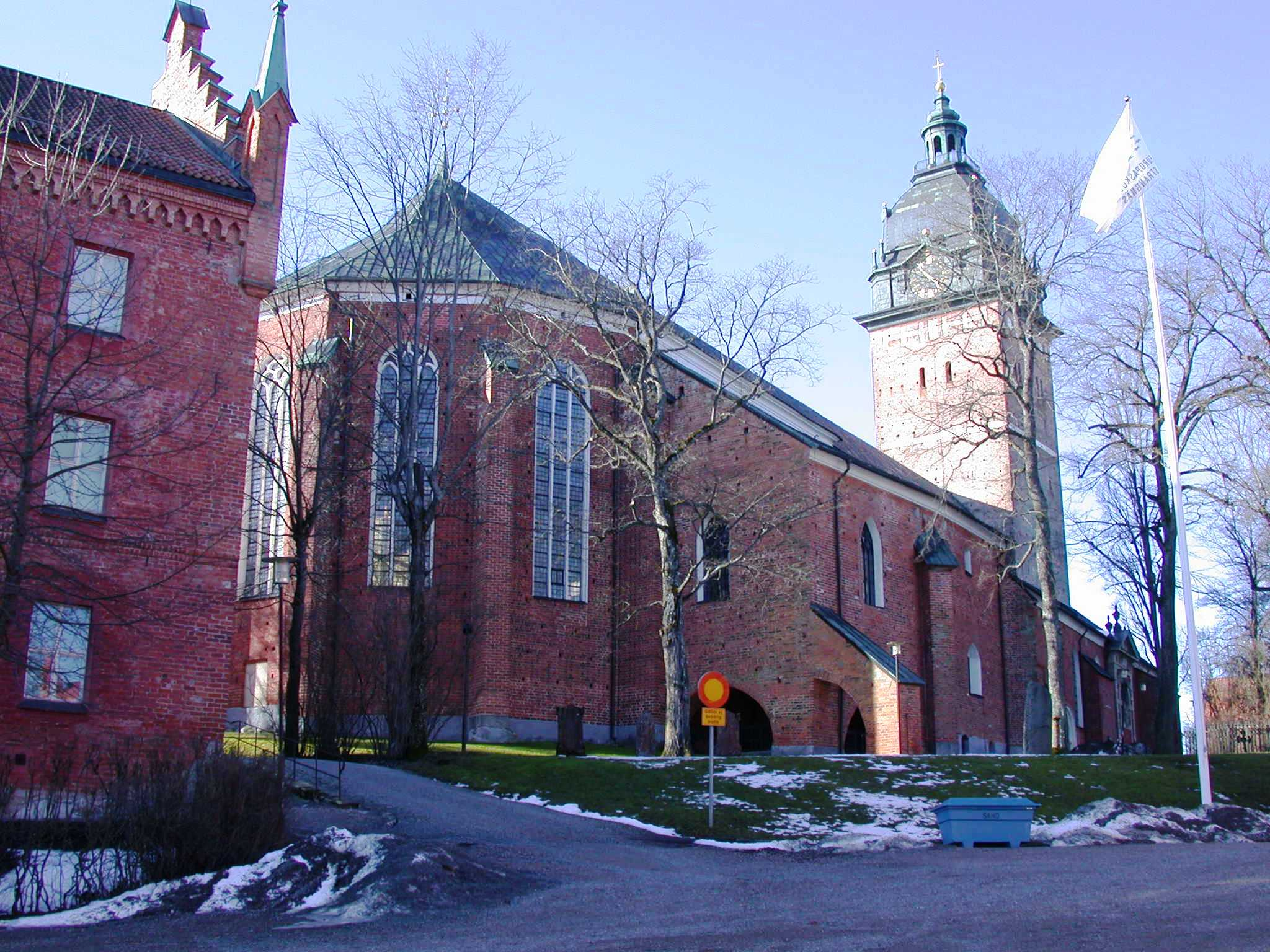
Exteriér od severovýchodu
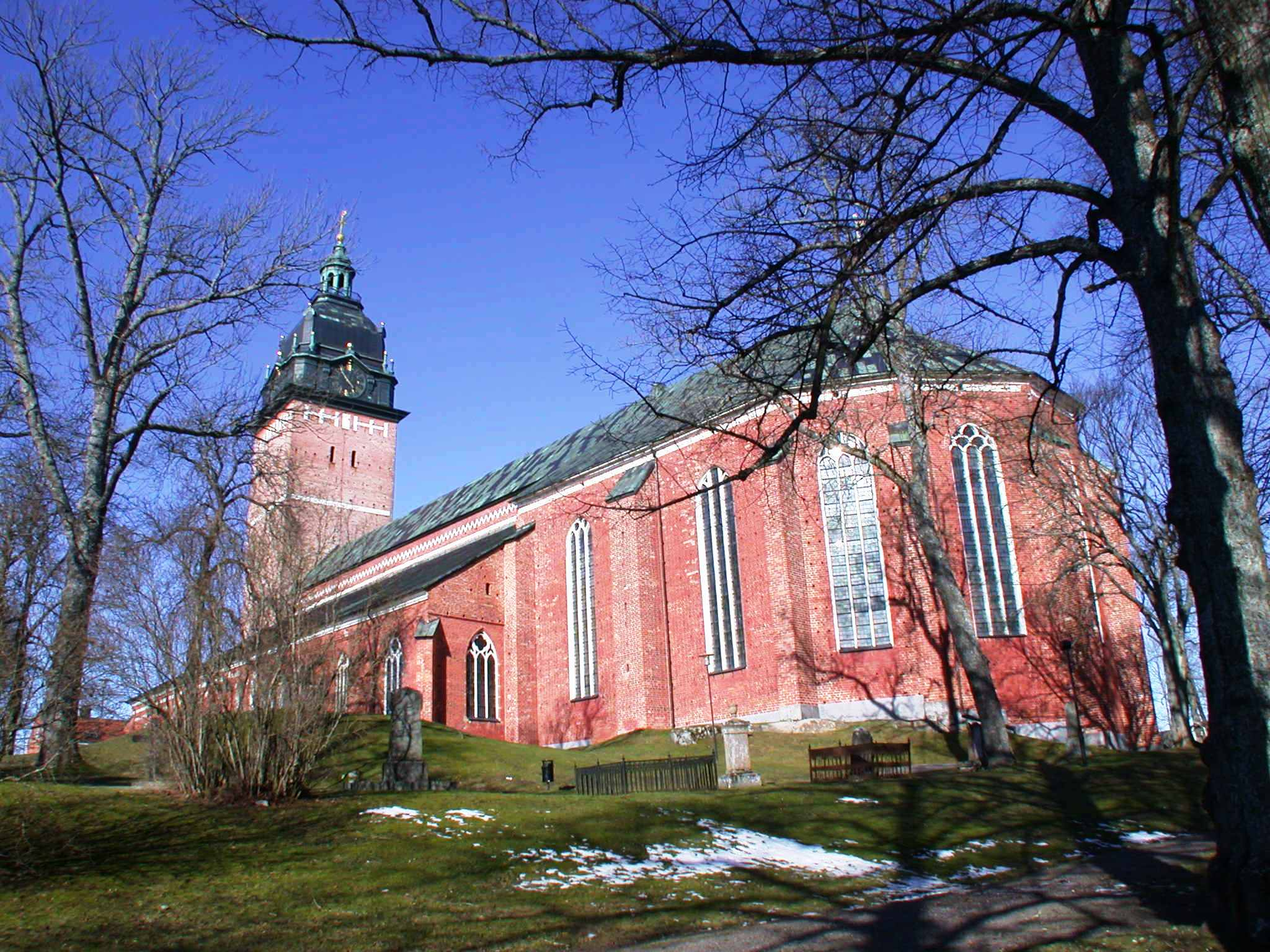
Exteriér od jihovýchodu
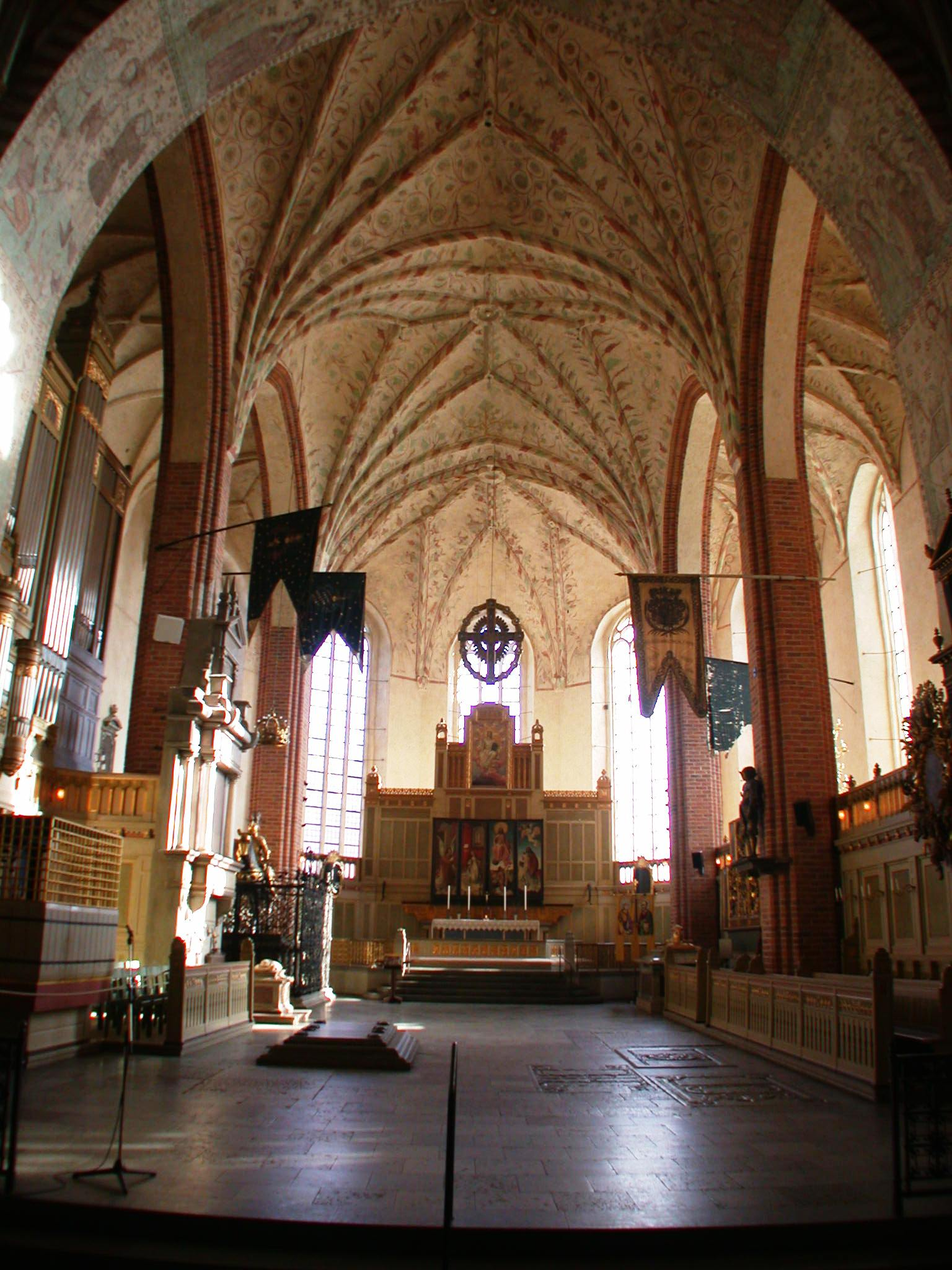
Interiér
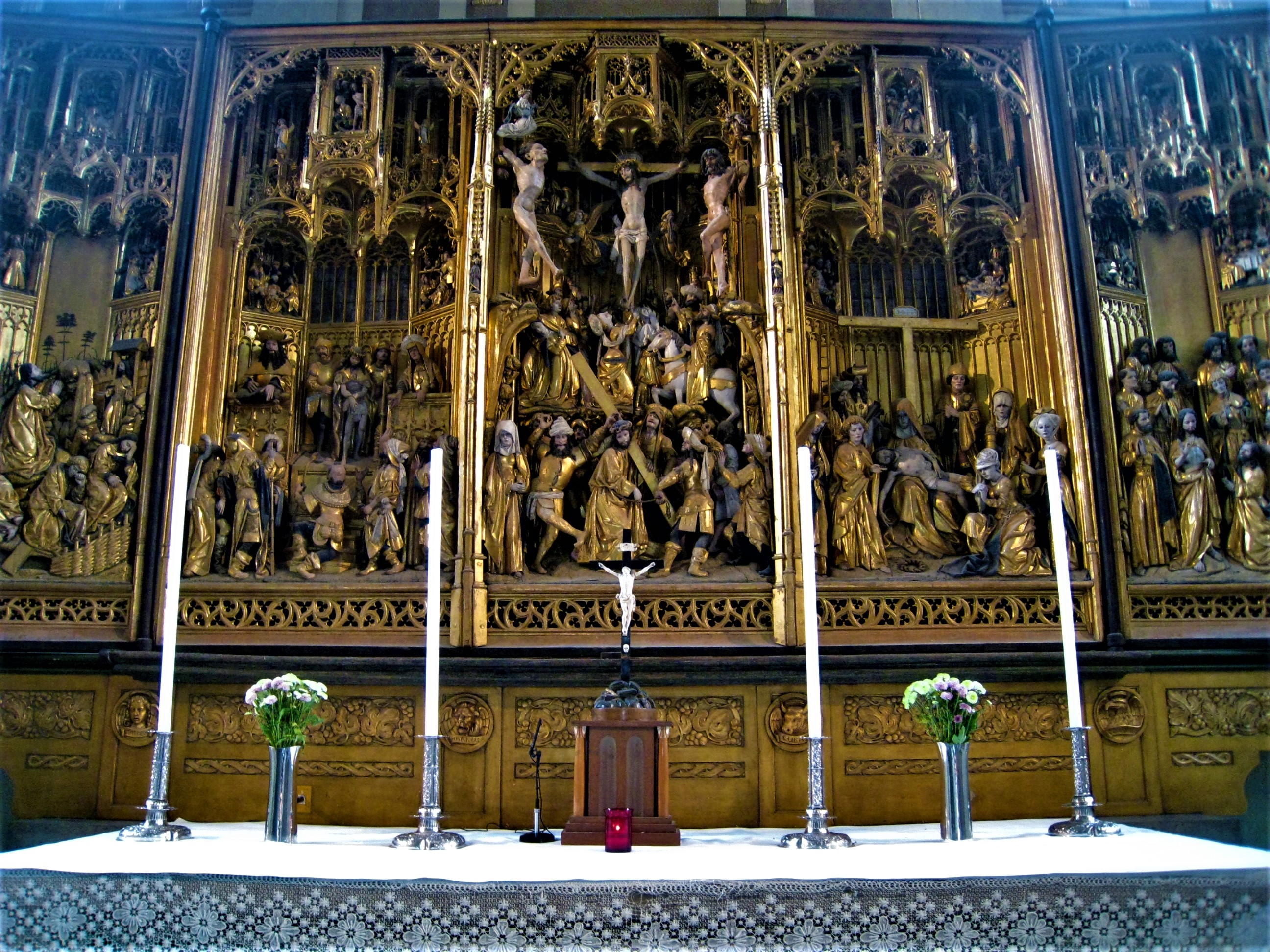
Hlavní oltář, 1490
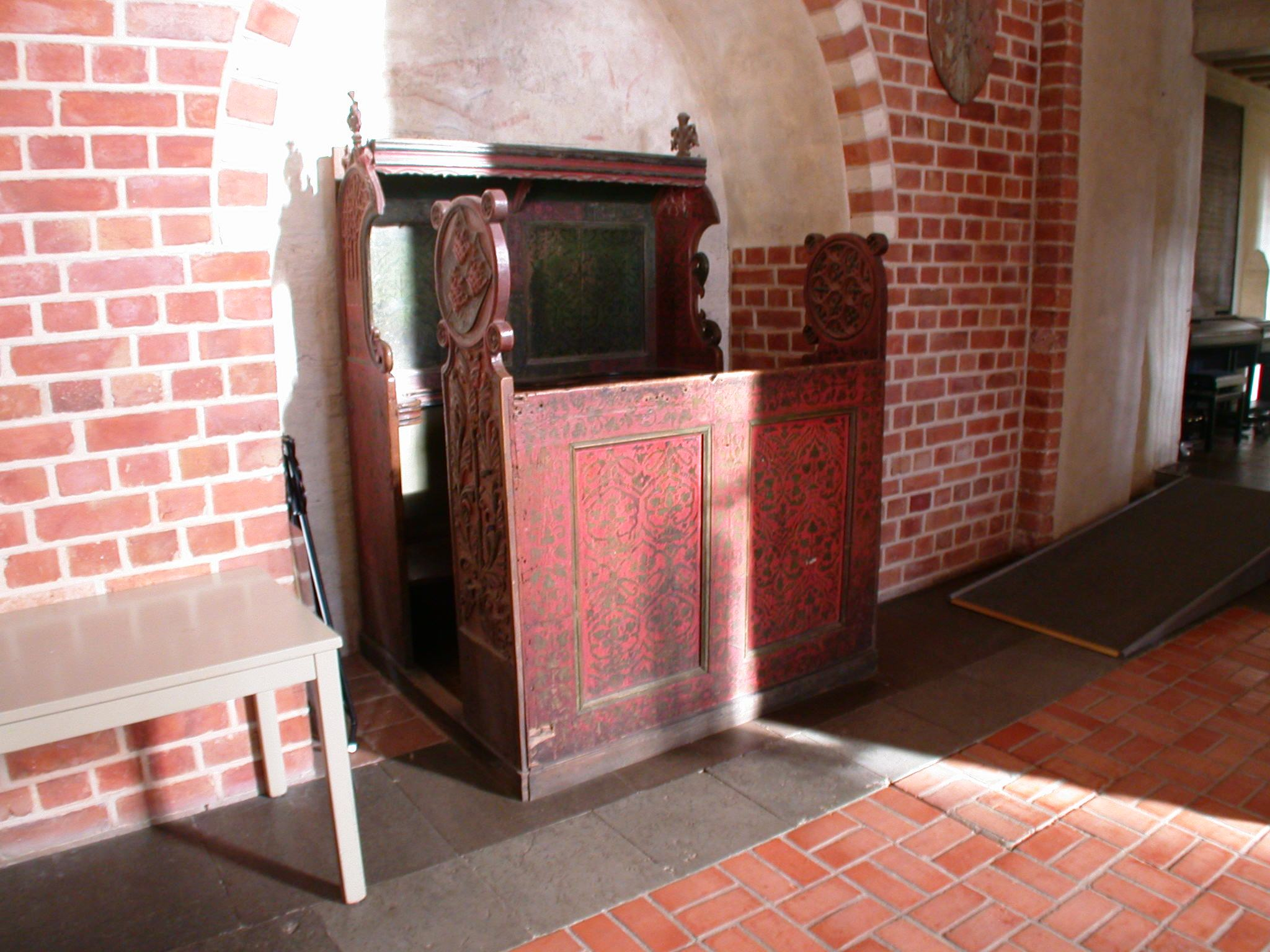
Lavice
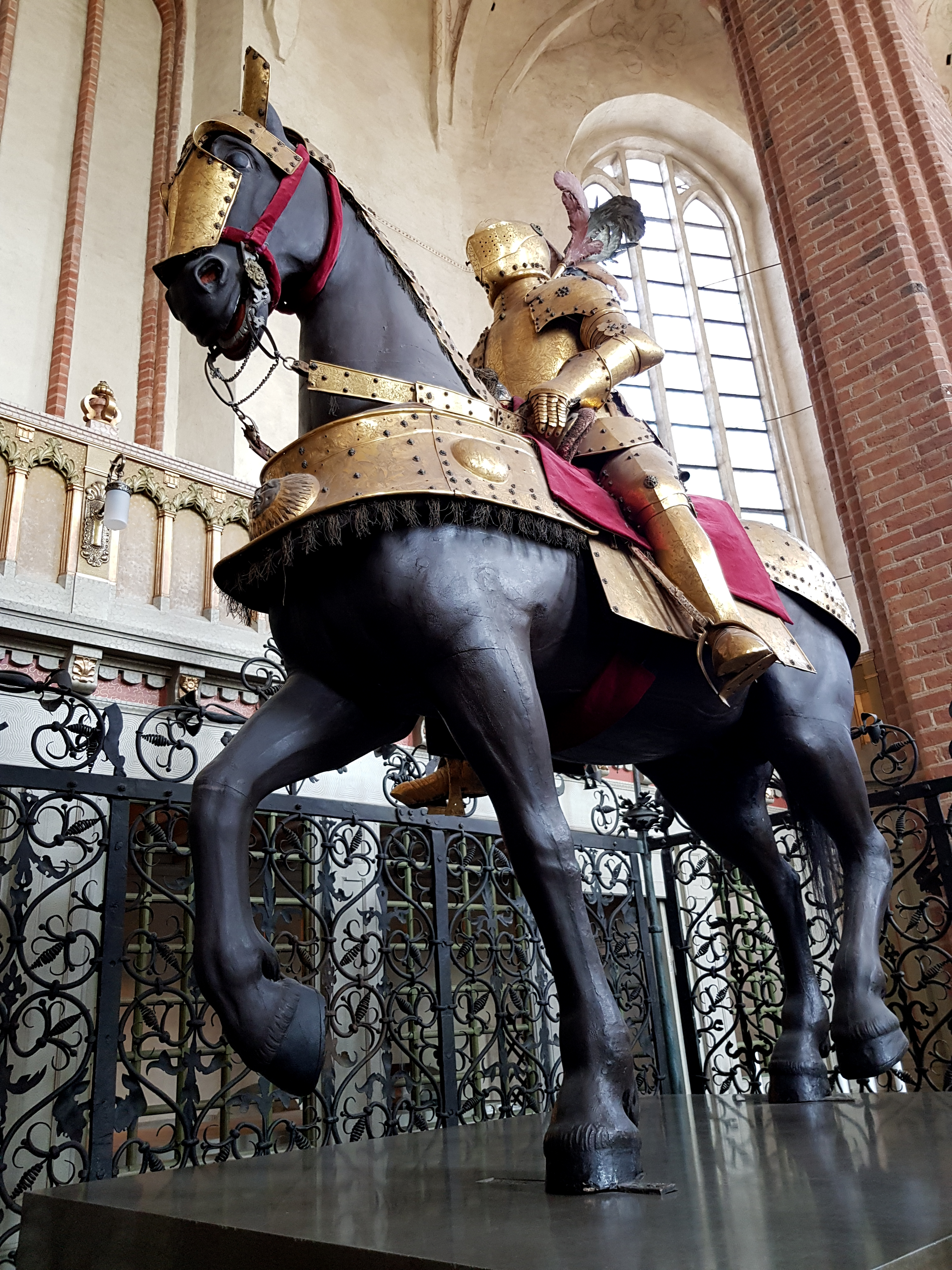
Socha Karla IX.
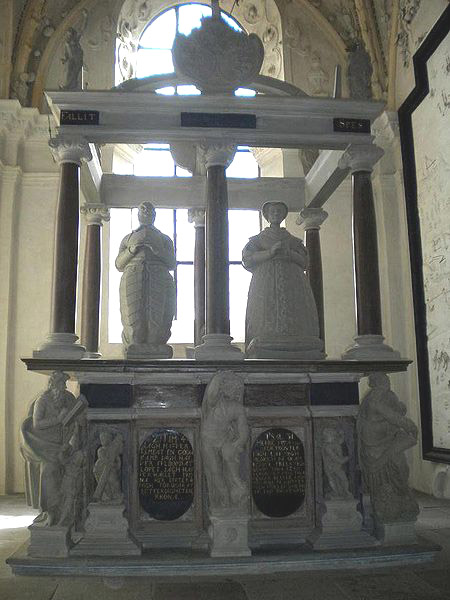
Sochy Karl Karlsson Gyllenhielm a Kristina Ribbing
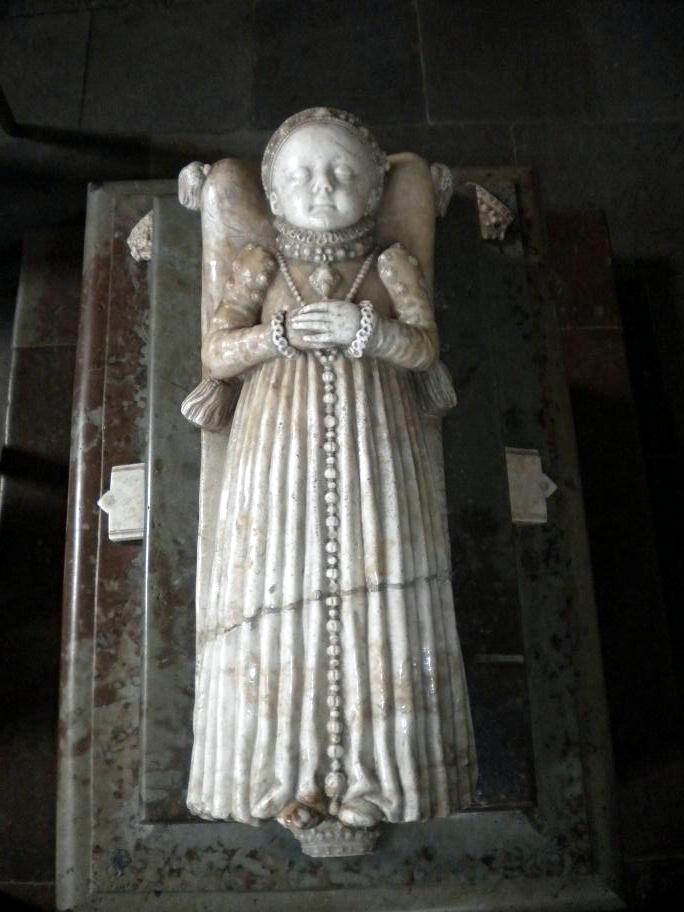
Náhrobek princezny Isabely
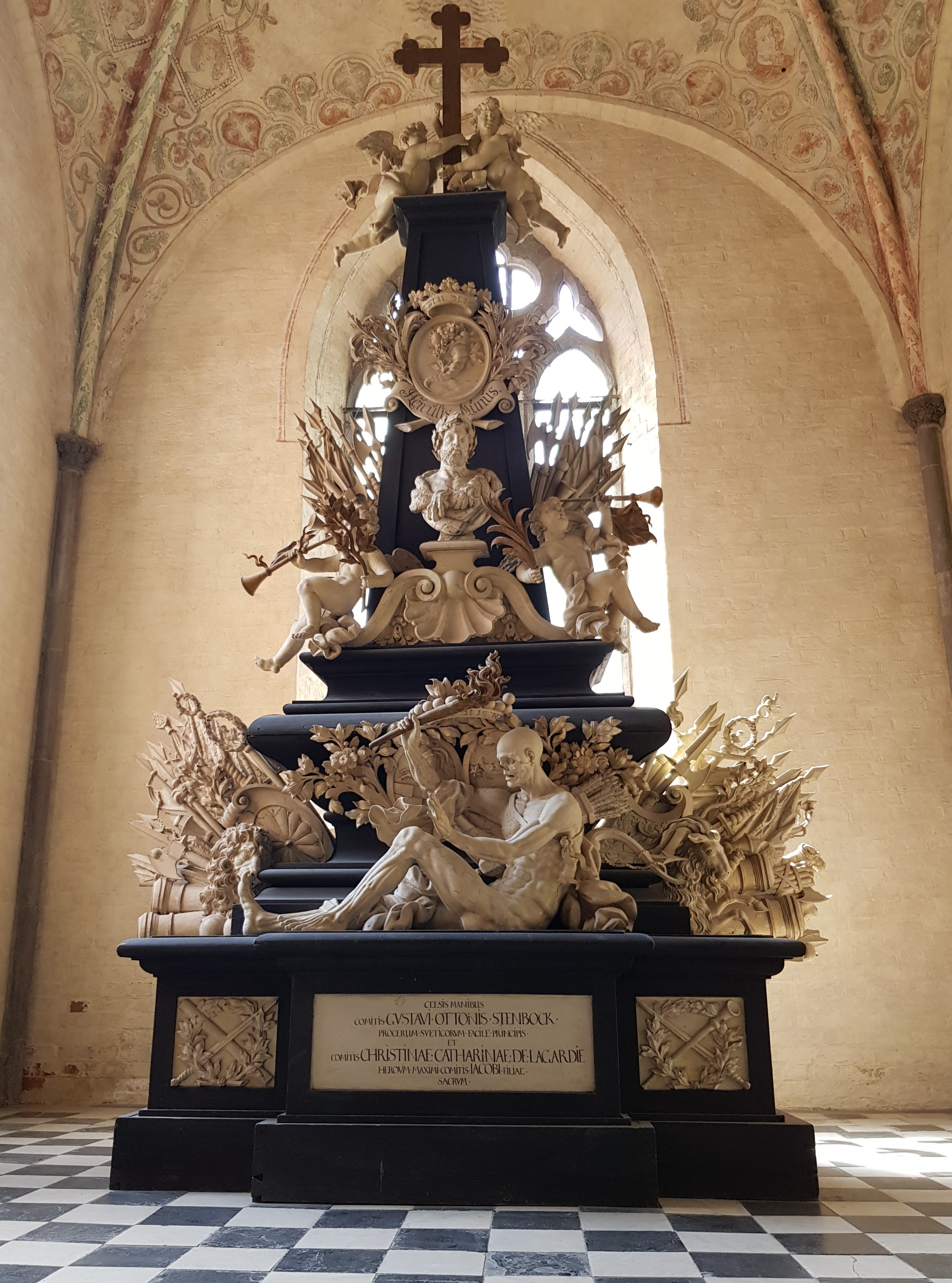
Náhrobek hraběte Gustava Otty Stenbocka